# FC Stal Alcevsk
FC Stal Alcevsk este un club de fotbal ucrainean care evoluează în prezent în Perșa Liga, aflat în orașul Alcevsk. În sezonul 2012-2013, clubul a refuzat promovarea în Premier Liga de dragul fanilor.

## Istoria clubului
Clubul contemporan își are istoria din 1983 când în Kommunarsk s-a fondat clubul Budivelnik (Stroitel). Clubul a început în campionatul regiunii Luhansk. Odată cu dispariția URSS a dispărut și clubul din Kommunarsk, în timp ce clubul Budivelnik a continuat fiind sponsorizat de compania metalurgică din zona Alcevsk.
Stal a ajuns prima oară în Premier Liga în sezonul 2000-2001, al 10-lea sezon al clubului. Au retrogradat atunci și au rămas în Perșa Liga până în sezonul 2005-2006, când și-au recâștigat locul în Premier Liga. Și a doua oară au retrogradat următorul sezon, obținând următoarea promoție de-abia în sezonul 2012-2013, unde însă au refuzat să joace pentru că Stadionul Stal nu îndeplinea condițiile pentru Premier Liga și erau nevoiți să joace pe alt stadion, refuzând din cauza fanilor care nu ar fi venit la meciuri.

## Numele clubului
Stal în ucraineană și rusă înseamnă oțel. Numele a fost ales din cauza regiunii industrializate intens din țară.

## Echipa curentă
| Nr. |                 | Poziție | Jucător                                               |
| --- | --------------- | ------- | ----------------------------------------------------- |
| 1   | Ucraina         | P       | Maksim Telnov                                         |
| 3   | Ucraina         | M       | Anton Hromih                                          |
| 4   | Ucraina         | F       | Ihor Soldat                                           |
| 5   | Ucraina         | M       | Roman Karasiuk (împrumutat de la Volîn Luțk)          |
| 9   | Ucraina         | M       | Vitalie Hrițai                                        |
| 10  | Republica Congo | M       | Burnel Okana-Stazi                                    |
| 11  | Ucraina         | M       | Dmytro Leonov                                         |
| 12  | Ucraina         | P       | Andrei Komarițki                                      |
| 14  | Ucraina         | M       | Anton Postupalenko (împrumutat de la Metalist Harkov) |
| 16  | Ucraina         | F       | Bohdan Kondratiuk                                     |

| Nr. |         | Poziție | Jucător            |
| --- | ------- | ------- | ------------------ |
| 18  | Ucraina | A       | Roman Loktionov    |
| 19  | Ucraina | M       | Vasili Troțko      |
| 20  | Ucraina | A       | Oleksandr Akimenko |
| 23  | Ucraina | M       | Ihor Sikorskîi     |
| 24  | Camerun | A       | Colince Ngaha      |
| 25  | Ucraina | A       | Ruslan Stepaniuk   |
| 27  | Ucraina | M       | Maksim Iakhno      |
| 31  | Ucraina | P       | Hennadie Haniev    |
| 32  | Ucraina | M       | Iuri Batiușin      |
| 34  | Ucraina | F       | Vitalie Iermakov   |

## Antrenori
| - Anatolie Volobuiev (1989-00) - Anatolie Konjkov (2001) - Anatolie Volobuiev (2002 – mai 2006) - Mikola Pavlov (mai 2006 – iunie 2006) - Ton Kaanen (iulie 2006 – iunie 2007) - Hennadie Batkaiev (iunie 2007 – ianuarie 2008) - Oleg Smolianinov (ianuarie 2008 – septembrie 2008) - Vadim Plotnikov (septembrie 2008– 5 noiembrie 2009) - Anatolie Volobuiev (5 noiembrie 2009–) |

## Jucători notabili
- Daniel Chiriță, 2005-2006
- Florin Pârvu, 2005-2006
- Bogdan Mara, 2005-2006
- Cătălin Anghel, 2003

## Palmares
- Persha Liha: 1

2004–05 campioni
- Vicecampioni: 2

1999–00, 2012–13